# Континентальное чемпионство AEW
Континентальное чемпионство AEW (англ. AEW Continental Championship) — это мужской титул, созданный и продвигаемый американским рестлинг-промоушном All Elite Wrestling (AEW). Был представлен 11 ноября 2023 президентом AEW Тони Ханом и рестлером Брайаном Дэниэлсоном. Первый чемпион определился 30 декабря 2023 на шоу Worlds End. Им стал Эдди Кингстон победив в финале турнира Джона Моксли.

## История
11 ноября 2023 года американский профессиональный рестлинг-промоушен All Elite Wrestling (AEW) объявил о проведении турнира под названием Continental Classic (C2). Президент AEW Тони Хан и рестлер AEW Брайан Дэниелсон объявили, что турнир начнется 22 ноября 2023 года в эпизоде, продлится шесть недель и будет проходить в эпизодах Dynamite, Rampage и Collusion, а затем финалисты турнира встретятся на шоу Worlds End 30 декабря. Также было объявлено, что победитель турнира станет первым обладателем континентального чемпионата AEW.
Эдди Кингстон объявил на AEW Full Gear, что он будет защищать свои титулы чемпиона мира ROH и чемпиона NJPW Strong в открытом весе в каждом матче, в котором он участвует на турнире.
Сам турнир проходил по круговой система и состоял из двух групп. Участники в течение 6 недель проводили между собой по 12 матчей. Тот кто набрал больше всего очков выходил в финал где встречался с победителем другой группы. Кингстон также был объявлен чемпионом Американской тройной короны (также известной как Континентальная Корона) после победы на Континентальном чемпионате, поскольку он одновременно чемпионом мира ROH дочернего промоушена Ring of Honor (ROH) чемпионом NJPW Strong в открытом весе в New Japan Pro-Wrestling (NJPW). Являясь частью чемпионата Тройной Короны, континентальный титул признается AEW, ROH и NJPW, что позволяет проводить его защиту во всех трех промоушенах.
В эпизоде Dynamite от 20 марта 2024 года впервые континентальное чемпионство AEW защищался один таким образом отделив от себя чемпионства мира ROH и чемпионство NJPW Strong в открытом весе в которой Кадзутика Окада победил Эдди Кингстона и завоевал титул. Это, в свою очередь, отделило континентальное чемпионство от «Тройной Короны». После шоу Тони Хан объяснил как будет защищаться континентальное чемпионство. Континентальный титул теперь отделен от Тройной Короны, которой владел Эдди Кингстон. Все матчи за континентальный титул будут проводиться по правилам C2 (вмешательство менеджеров запрещено). Тот, кто будет обладателем континентального титула в ноябре после Full Gear, автоматически примет участие в ежегодном турнире Continental Classic. Обладателю титула придется выиграть финал турнира на PPV Worlds End в декабре, чтобы сохранить свое чемпионство.

## История титула
По состоянию на 23 апреля 2024 года, было два чемпионства. Эдди Кингстон был первым чемпионом. Кингстон также является самым возрастным чемпионом в возрасте 42 лет, в то время как Кадзутика Окада — самый молодой в возрасте 36 лет.

### Действующий континентальный чемпион AEW
Кадзутика Окада — действующий континентальный чемпион AEW. Он победил Эдди Кингстона 20 марта 2024 года в эпизоде Dynamite в Торонто, Онтарио, Канада.

### По количеству дней владения титулом
| № | Рестлер         | Фото | Дата                 | Статистика | Статистика | Город                    | Шоу        | Примечания | Ссылки |
| № | Рестлер         | Фото | Дата                 | К.Ч.       | Дней       | Город                    | Шоу        | Примечания | Ссылки |
| - | --------------- | ---- | -------------------- | ---------- | ---------- | ------------------------ | ---------- | --- | ------ |
| 1 | Эдди Кингстон   |      | 30 декабря 2023 года | 1          | 81         | Юниондейл, Нью-Йорк, США | Worlds End | Победил Джона Моксли в финале турнира Continental Classic, став первым континентальным чемпионом и американским чемпионом Тройной Короны.                                          | [ 8 ]  |
| 2 | Кадзутика Окада |      | 20 марта 2024 года   | 1          | 481+       | Торонто Онтарио Канада   | Dynamite   | Впервые Эдди Кингстон защищал не "Тройную Корону" а континентальное чемпионство как отдельный титул. В последствии Тони Хан объявил что чемпионство Тройной Короны будет разделены | [ 9 ]  |